# Panicum zambesiense
Panicum zambesiense är en gräsart som beskrevs av Stephen Andrew Renvoize. Panicum zambesiense ingår i släktet vipphirser, och familjen gräs. Inga underarter finns listade i Catalogue of Life.